# 日本の島々、昔と今。
日本の島々、昔と今。（にほんのしまじま、むかしといま。）は有吉佐和子のルポルタージュ書籍。

## 概要
- 1980年1月号から1981年1月号まで集英社の月刊誌「すばる」に連載[2]。単行本は集英社（1981年）。文庫本は集英社（1984年）、中央公論新社（1993年）、岩波書店（2009年）[2]。
- 1980年当時で、北は北海道の天売島及び焼尻島から南は沖縄県の波照間島及び与那国島まで今までの歴史と現代の視点について考える[3]。中には2000年代になって問題が起こっている島根県の竹島や沖縄県の尖閣諸島と取り上げている[3]。